# لوران (لاعب كرة قدم مواليد 1993)
لوران هو لاعب كرة قدم برازيلي، ولد في 10 يناير 1993 في البرازيل.